# 태영교통 (부산)
태영교통(泰榮交通)은 태영운송그룹 산하의 부산광역시의 마을버스 자회사로 태영버스의 방계회사이다. 그리고 태영운송그룹의 모태이다.

## 연혁
- 1994년 11월 1일: 태영마을버스 설립
- 2009년 10월 30일: 사상 8-1번 노선 신설
- 2010년 7월 1일: 태영마을버스에서 태영교통으로 상호 변경과 동시에 주사무소 주소지 변경

## 차고지
- 부산광역시 사상구 주례1동 928-2 (가야영업소 사상6번, 사상8번)

## 운행 노선
| 사상6   | 냉정역                    | 서면 (롯데백화점) | 개금역←→개금초등학교←→개금3동↔우성상가↔도개공아파트←→동원화인아파트←→국제백양아파트←→당감주공아파트←→당감동일스위트←→개원초등학교←→백양로교회←→당감3동(광무여자중학교,경원고등학교)←→태을병원앞←→당감4거리↔당감시장←→미주아파트←→부암새고개←→부암동원맨션←→부암교차로(진흥마제스타워서면)←→고려한방병원앞↔부산진구청←→부전시장입구←→국민은행서면역←→롯데백화점←→부전시장입구←→부산진구청 | 05:50 | 23:01 | 7분  | 7분  | 7분  | 없음 |
| 사상8   | 협성피닉스타운            | 가야홈플러스      | 협성피닉스아파트종점←→협성마트(서전학원)←→부암교회←→백양맨션←→용사촌입구←→동원초등학교(한양마트)←→동원초등학교입구←→당감뜨란채아파트←→당감119안전센터←→당감주공아파트←→당감동일스위트←→개원초등학교↔동원화인아파트↔도개공아파트←→우성상가←→개포초등학교↔개금3동←→개금초등학교←→개금역↔개금시장                                                                                           | 05:52 | 22:32 | 22분 | 22분 | 22분 | 없음 |
| 사상8-1 | 반도보라아파트 현대아파트 | 가야홈플러스      | 개금3동↔개금역↔개금시장 | 06:00 | 23:05 | 35분 | 35분 | 35분 | 없음 |

## 보유 차종
- 자일대우버스: 자일대우 레스타, 자일대우 NEW BS090
- 하이거 버스: 하이거 하이퍼스 1609
- 비야디 자동차: BYD eBus-9